# Empire Wrestling Federation
La Empire Wrestling Federation è una federazione di wrestling statunitense con base a San Bernardino, in California. Di proprietà di Jesse Hernandez, è attiva dal 1996.

## Titoli
| Titolo                       | Campione attuale    | Data            | Campione precedente   | Luogo  |
| ---------------------------- | ------------------- | --------------- | --------------------- | ------ |
| EWF Heavyweight Championship | Joey Ryan           | 6 luglio 2012   | N/A                   | Covina |
| EWF American Championship    | Sugar Sweet         | 2 febbraio 2012 | SoCal Crazy           | Covina |
| EWF Tag Team Championship    | The Bar Room Saints | 2 novembre 2012 | Hollywood Underground | Covina |